# Чемпионат СССР по боксу 1952
18-й чемпионат СССР по боксу проходил с 8 по 12 апреля 1952 года в Москве (РСФСР).

## Медалисты
| Весовая категория                   | Золото                                       | Серебро                                      | Бронза                                          |
| ----------------------------------- | -------------------------------------------- | -------------------------------------------- | ----------------------------------------------- |
| Наилегчайший вес (до 51 кг)         | Анатолий Булаков «Динамо» (Москва)           | Роберт Каладжев «Трудовые резервы» (Тбилиси) | Николай Гусев «Спартак» (Ленинград)             |
| Легчайший вес (до 54 кг)            | Рашид Усманов Вооружённые силы (Астрахань)   | М. Айвазян Вооружённые силы (Ереван)         | Анатолий Будильский Вооружённые силы (Харьков)  |
| Полулёгкий вес (до 57 кг)           | Юрий Соколов Вооружённые силы (Москва)       | Александр Засухин «Динамо» (Свердловск)      | Владимир Яковлев Вооружённые силы (Челябинск)   |
| Лёгкий вес (до 60 кг)               | Анатолий Ершов «Спартак» (Москва)            | Эдуард Аристакесян «Динамо» (Ереван)         | Закарья Мигеров «Спартак» (Иркутск)             |
| Первый полусредний вес (до 63,5 кг) | Герман Лободин «Искра» (Ленинград)           | Семён Мулин «Локомотив» (Москва)             | Александр Чеботарёв «Трудовые резервы» (Москва) |
| Второй полусредний вес (до 67 кг)   | Сергей Щербаков «Пищевик» (Москва)           | В. Чернов «Химик» (Кемерово)                 | Гиви Дарбаисели Вооружённые силы (Тбилиси)      |
| Первый средний вес (до 71 кг)       | Борис Тишин «Крылья Советов» (Москва)        | Татевос Микаэлян Вооружённые силы (Тбилиси)  | В. Миронов «Динамо» (Ленинград)                 |
| Второй средний вес (до 75 кг)       | Виталий Беляев Вооружённые силы (Свердловск) | Нодар Дарбаисели «Динамо» (Тбилиси)          | Виктор Лукьянов «Крылья Советов» (Москва)       |
| Полутяжёлый вес (до 81 кг)          | Анатолий Перов «Трудовые резервы» (Москва)   | А. Кочетков Вооружённые силы (Москва)        | Алексей Пичугин «Динамо» (Ленинград)            |
| Тяжёлый вес (свыше 81 кг)           | Альгирдас Шоцикас «Жальгирис» (Каунас)       | Николай Королёв «Пищевик» (Москва)           | В. Катаев «Спартак» (Кемерово)                  |